# Římskokatolická farnost u kostela sv. Filipa a Jakuba Praha-Hlubočepy
Římskokatolická farnost u kostela sv. Filipa a Jakuba Praha-Hlubočepy je územním společenstvím římských katolíků v rámci II. pražského vikariátu v arcidiecézi pražské.

## Dějiny farnosti
V roce 1250 plebánie, v letech 1258–1319 filiálka farnosti Malá Chuchle, pak opět farnost, po reformaci administrována kněžími Tovaryšstva Ježíšova z pražského Klementina. V roce 1749 se stal Zlíchov spolu s Hlubočepy filiálkou farnosti Smíchov. Dne 18. ledna 1872 bylo povoleno zřídit na Zlíchově faru a o rok později sem byl uveden nový farář. Dům pro účel farní budovy daroval tehdejší majitel zlíchovských vápenek a realit Max Herget. Matriky jsou vedeny od roku 1784, 1. ledna 2008 byla připojena bývalá farnost Praha-Jinonice.
Starší názvy: Praha XVI-Hlubočepy. Ad S. Philippum et Jacobum in Zlíchov; Praha 5-Hlubočepy – sv. Filip a Jakub; Slichov; Slichovium; Zléchov; Zlíchov.

## Ustanovení ve farnosti
- o. Mgr. Josef Ptáček – farář
- o. prot. ThLic. Mgr. Tomáš Mrňávek, PhD. D.S.E.O. – výpomocný duchovní (řeckokatolický kněz)
- o. Mgr. Jaromír Odrobiňák – výpomocný duchovní
- Jan Šulc – jáhenská služba
- Milan Flodr – pastorační asistent
- Mgr. Radmila Habánová – pastorační referentka
- Bc. Milena Lisá – pastorační asistentka
- Ivan Bok – ředitel Komunitního centra Krista Spasitele[2]

## Kostely farnosti
| Kostel                          | Místo                                         | Bohoslužba             | Bohoslužba                                      | Poznámka        |
| ------------------------------- | --------------------------------------------- | ---------------------- | ----------------------------------------------- | --------------- |
| Kostel svatého Filipa a Jakuba  | Hlubočepy Na Zlíchově 221/8, 152 00 Hlubočepy | neděle středa pátek    | 08.30 18.00 15.00–17.45 18.00                   | farní kostel    |
| Kostel Krista Spasitele         | Barrandov Grussova 1274/6, 152 00 Barrandov   | neděle úterý čtvrtek   | 10.05–10.25 10.30 18.30 18.00 18.45–19.30 08.30 | filiální kostel |
| Kostel svatého Vavřince         | Jinonice Vavřinecká, 130 00 Jinonice          | neděle                 | 16.00                                           | filiální kostel |
| Kostel svatého Jana Nepomuckého | Velká Chuchle Chuchelský háj Velká Chuchle    | sobota                 | 15.00                                           | filiální kostel |
| Kostel Narození Panny Marie     | Malá Chuchle V lázních, 159 00 Malá Chuchle   | neslouží se pravidelně | neslouží se pravidelně                          | filiální kostel |

## Galerie

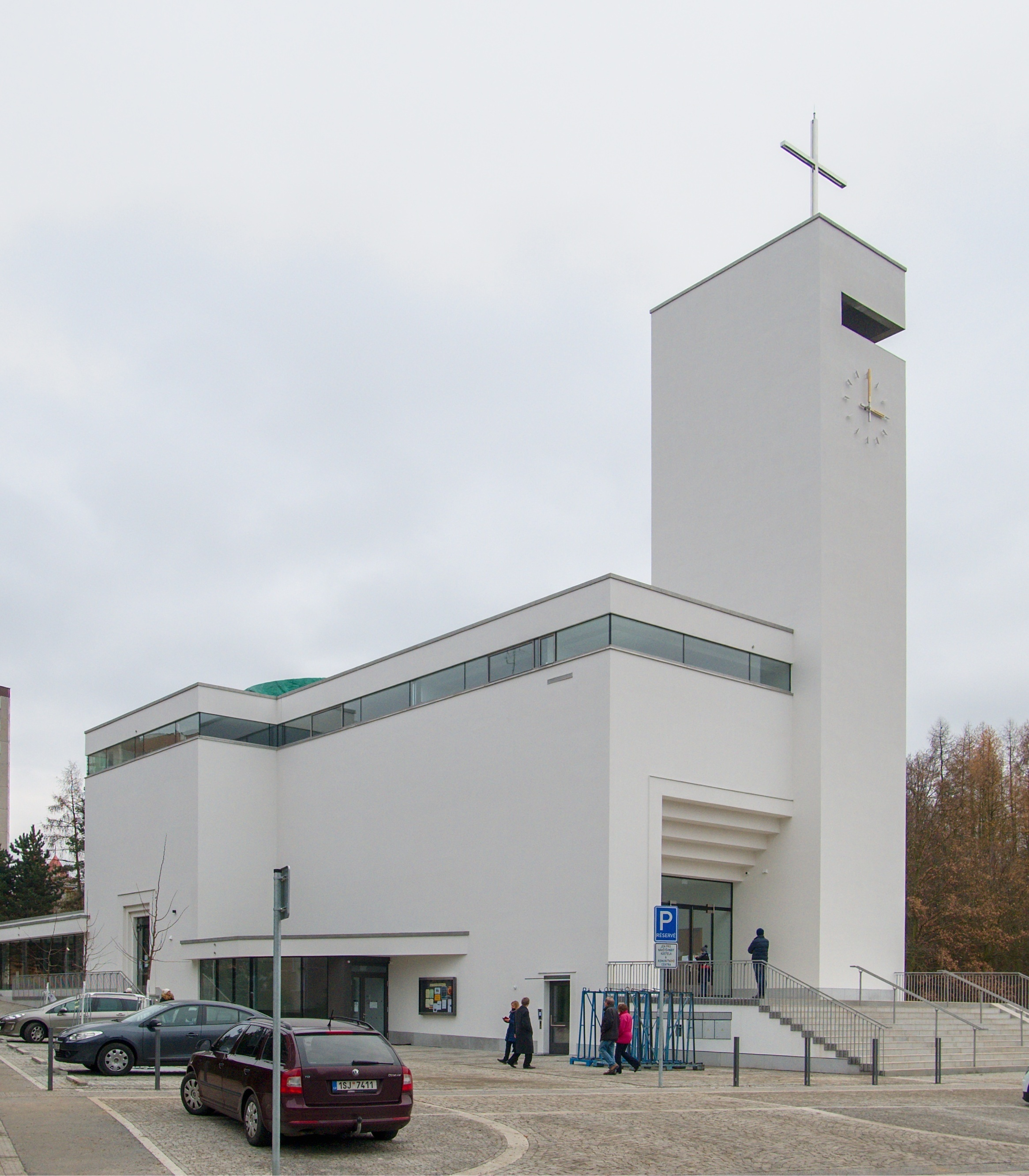
Kostel Krista Spasitele - Barrandov
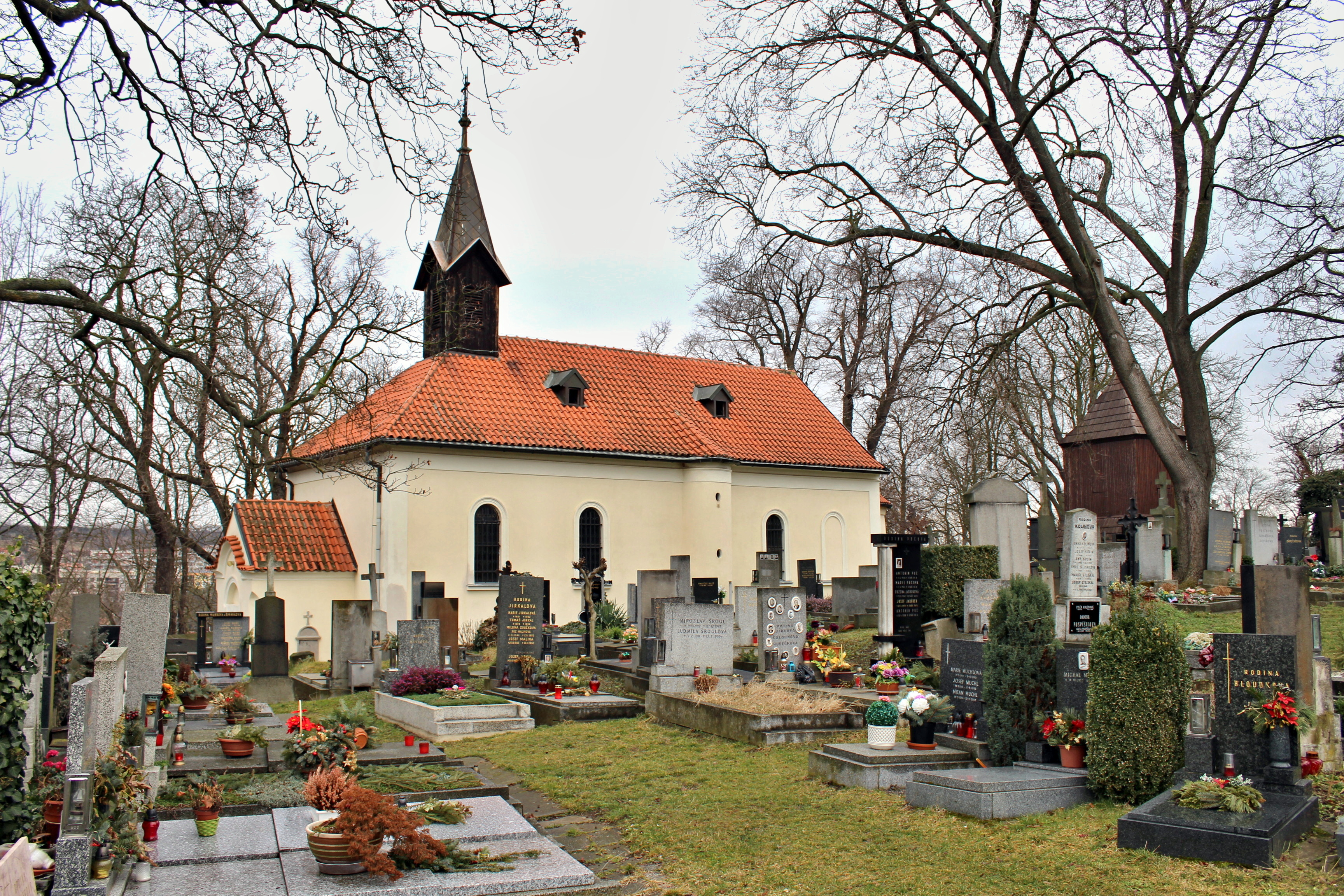
Kostel sv. Vavřince - Jinonice
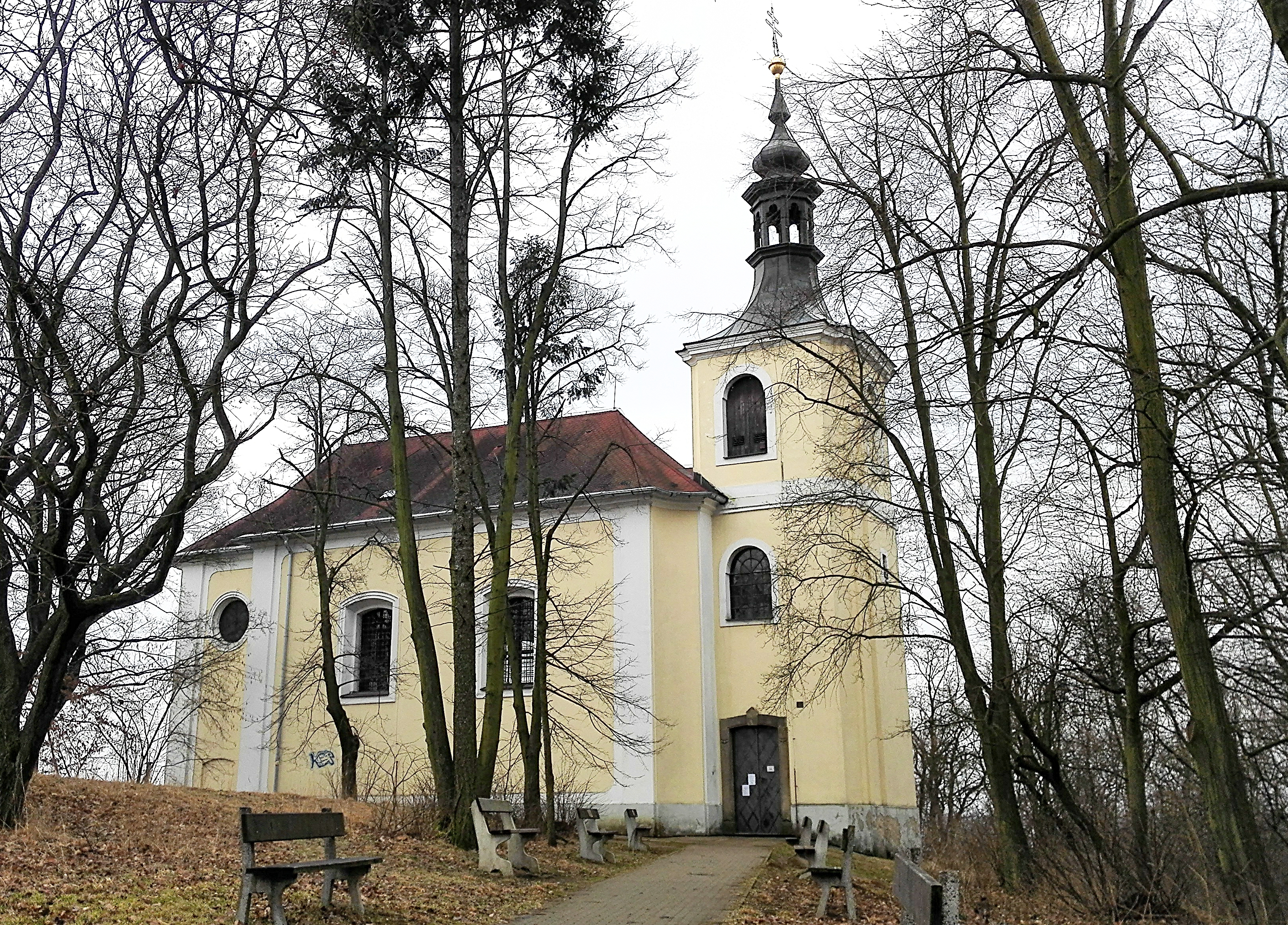
Kostel sv. Jana Nepomuckého - Velká Chuchle
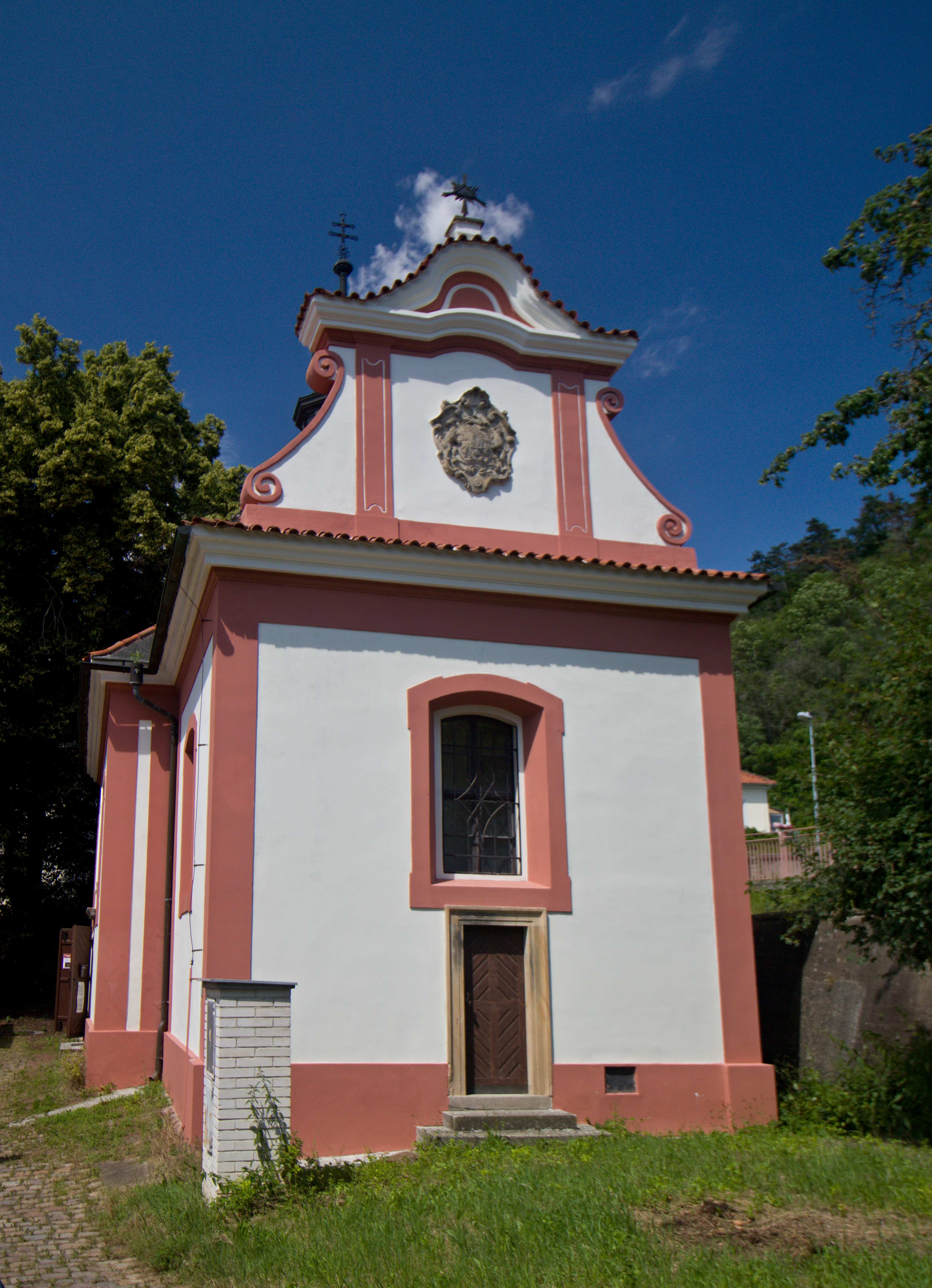
Kostel Narození Panny Marie - Malá Chuchle